# 邸存性
邸存性，號念蒼，北直隸永平府昌黎县（今河北省昌黎縣）軍籍山东东昌府临清州人。明朝政治人物。

## 生平
萬曆二十五年（1597年）丁酉科舉人，萬曆四十四年（1616年）丙辰科三甲七十九名進士，授官河南河内縣知縣，任內頗有政聲。天啓五年（1625年）调任阳曲县，升兵部主事。有万历四十六年撰《重修水岩寺记》傳世。目前后人仍藏有其官服画像。

## 外部連結
- 撩开邸庄邸性神秘面纱[永久] 中國昌黎網

| 官衔          | 官衔                              | 官衔          |
| ------------- | --------------------------------- | ------------- |
| 前任： 胡沾恩 | 明朝河內縣知縣 萬曆年間－天啟年間 | 繼任： 劉餘祐 |
| 前任： 田景新 | 明朝阳曲县知县 1625年-1626年      | 繼任： 宋權   |